# Jönköping
Jönköping ( [²jœnːˌɕøːpɪŋ]IPA) je město v jižním Švédsku, hlavní město stejnojmenného kraje, ležící na jižním konci jezera Vättern. Podle statistiky z roku 2021 zde žije 100 259 obyvatel. Město je známé jako průmyslové a logistické centrum. Vysokoškolské vzdělání zajišťuje zdejší univerzita. Ve městě působí klub ledního hokeje HV71, který opakovaně vyhrál švédskou ligu, dále v něm hraje florbalový klub Jönköpings IK.

## Geografie
Jönköping leží ve vnitrozemí jižního Švédska u druhého největšího švédského jezera Vättern. Podnebí je dle Köppenovy klasifikace vlhké kontinentální s dlouhými studenými zimami a krátkými teplými léty (období let 1961–1990).

## Doprava
Jönköping je významný dopravní uzel. Přes město prochází evropská silnice E4 vedoucí z Helsingborgu do Stockholmu, Riksväg 40 z Göteborgu do Västerviku a Riksväg 26 z Halmstadu do Mory. Přes město prochází Jönköpingská dráha (Jönköpingsbanan) vedoucí z Nässjö do Falköpingu a Vaggerydská dráha (Vaggerydsbanan) spojující Vaggeryd s Jönköpingem.

## Historie

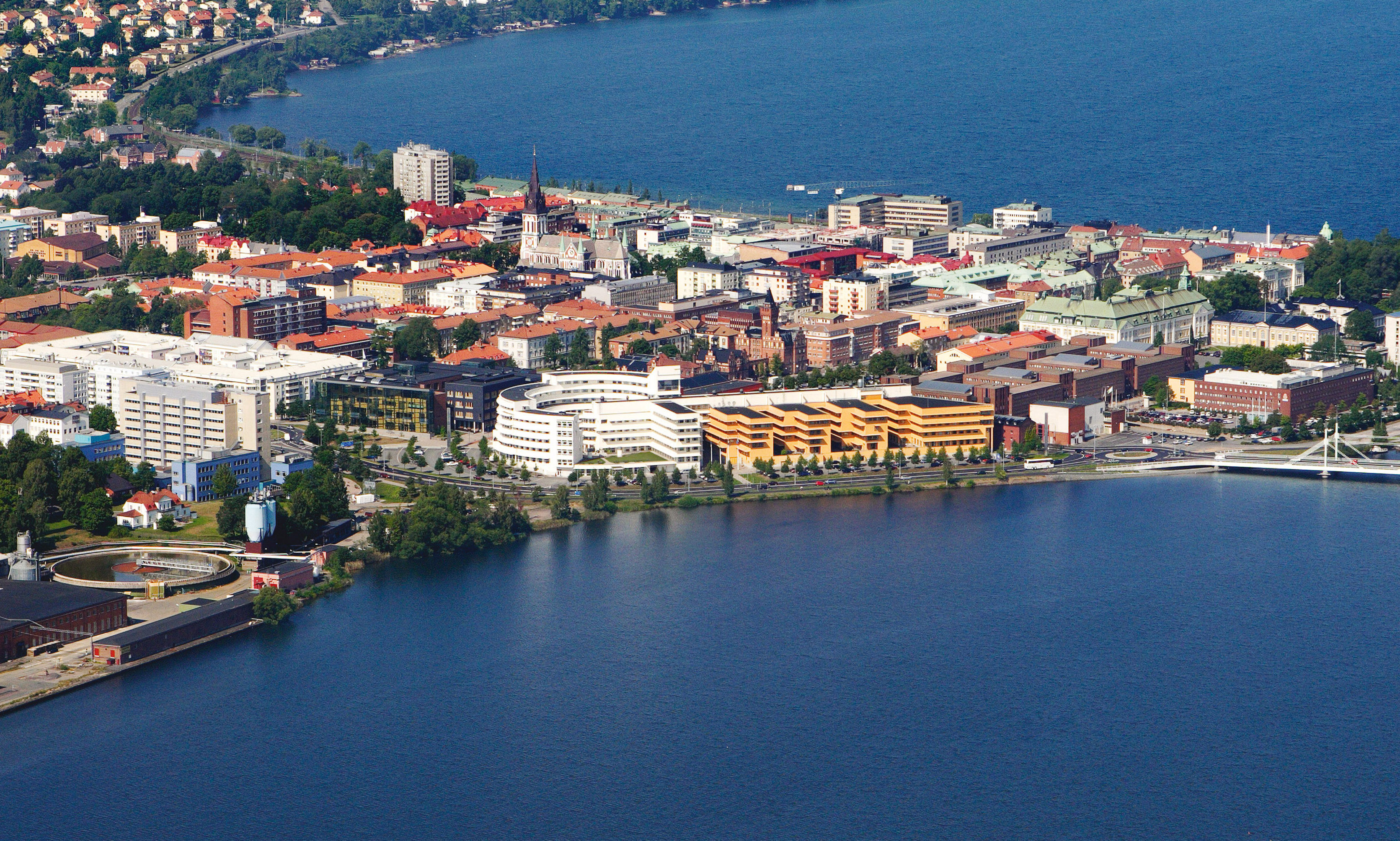
Univerzitní kampus na poloostrově Högskolan

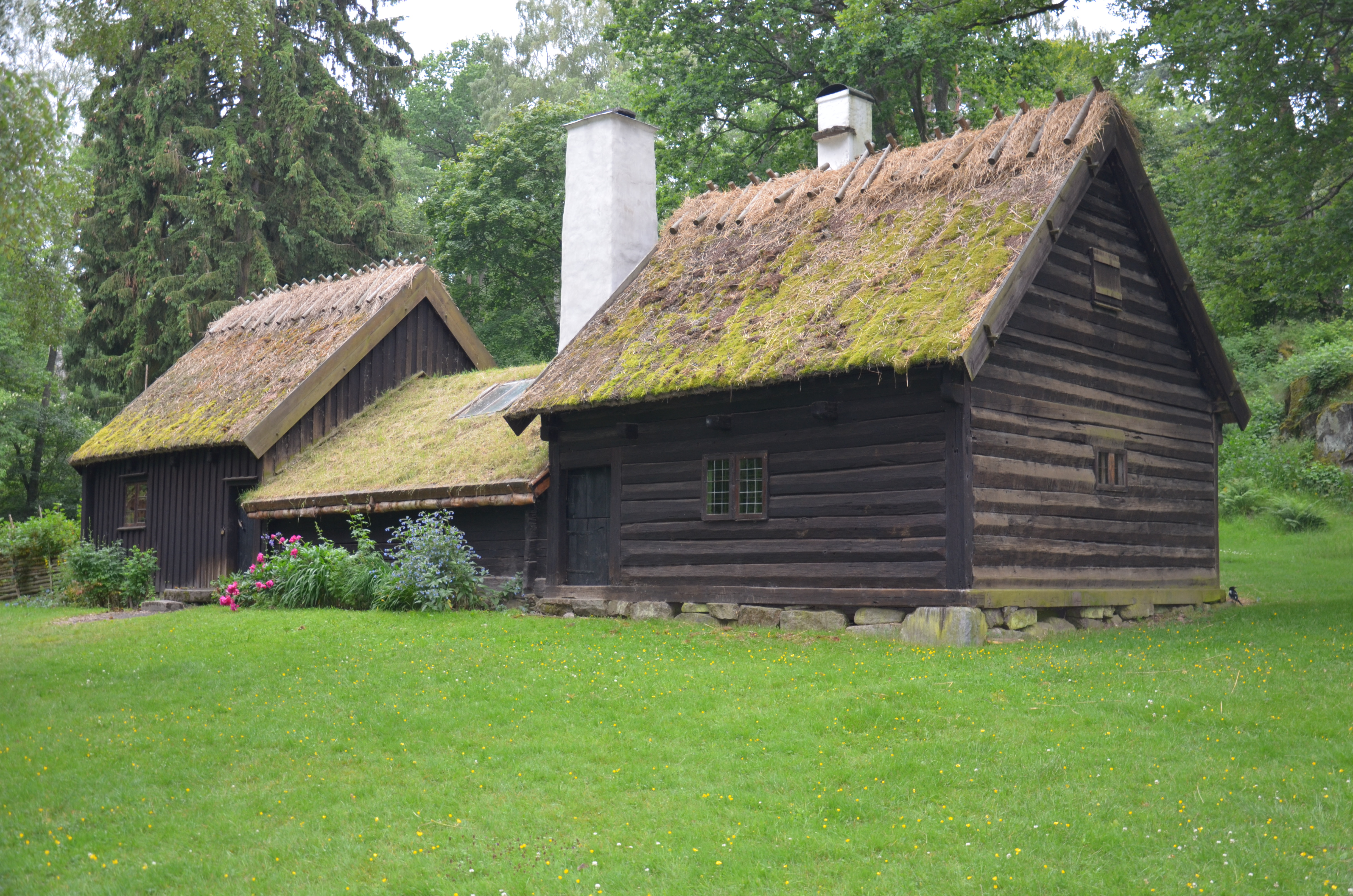
Skanzen v parku Ryggåsstugan

Jönköping se poprvé připomíná roku 1278 jako hrad (castro Junakøpung), v roce 1284 byl prvním sídlem ve Švédsku, jemuž král Magnus III. udělil městská práva. Hlavním zdrojem obživy obyvatel byly po staletí těžba a zpracování dřeva. Strategická poloha města měla vliv na časté vpády dánských vojsk, která během 16.–18. století město několikrát vypálila či vyrabovala. V roce 1809 zde byla podepsána mírová smlouva o ukončení švédsko-dánské války.
Mezi lety 1845–1970 bylo město známé výrobou bezpečnostních zápalek.. Patent na tyto zápalky bez samovznětlivého bílého fosforu dostal švédský obchodník Carl Frans Lundström roku 1841. Zdejší továrna patřila k prvním producentům v Evropě. V roce 1977 byla založena univerzita, která má v současnosti čtyři fakulty (lékařskou, obchodní, inženýrskou a pedagogickou).
V současnosti město patří k důležitým logistickým uzlům s centrálními skladišti společností, jako jsou Elkjøp, IKEA, Electrolux a Husqvarna.

## Památky a muzea
- Luteránský kostel Žofie Nasavské – stavba z roku 1888 ve stylu novogotiky; věž o výšce 72 metrů je dominantou starého města; sklomalby roku 1890 dodal mnichovský výtvarník Franz Xaver Zettler; kostel byl nazván na počest tehdy vládnoucí královny–vdovy Žofie.
- V městském parku Ryggåsstuganː
  - Muzeum v přírodě (skanzen)
  - Muzeum dřevařství a zápalek
  - Muzeum firmy Husquarna

## Osobnosti
- Johan Fredrik Höckert (1826–1866) – švédský malíř historických kompozic
- John Bauer (1882–1918) – švédský malíř a ilustrátor
- Agnetha Fältskog (* 1950) – švédská zpěvačka, členka skupiny ABBA
- Amy Deasismont (* 1992) – švédská zpěvačka
- Carl Peter Thunberg (1743–1828) – švédský přírodovědec
- Dag Hammarskjöld (1905–1961) – švédský politik a diplomat
- David F. Sandberg (* 1981) – švédský filmový režisér
- Vladimír Oravský (*1947) – švédský spisovatel, dramatik a režisér slovenského původu
- Stefan Liv (1980–2011) – švédský hokejový brankář
- Viktor Rydberg (1828–1895) – švédský spisovatel a publicista
- David Gustafsson (BrickScale) (* 1999) – švédský Lego designer, zakladatel a ředitel společnosti BrickScale UF

## Partnerská města
- Kuopio (Finsko)
- Gorzów Wielkopolski (Polsko)